# Sara Mannheimer

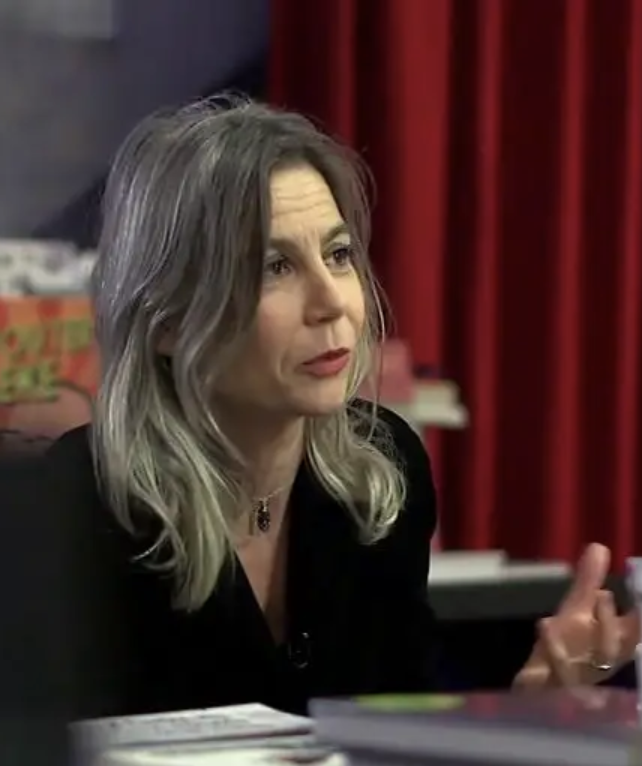
Sara Mannheimer nel 2012.

Anna Sara Mannheimer (Lund, 26 maggio 1967) è una scrittrice e artista svedese.

## Biografia e carriera letteraria
Ha studiato al Naropa Institute di Boulder dal 1987 al 1989, per poi formarsi come artista del vetro al New York Experimental Glass Workshop (1990-1991), all'Accademia di Arti applicate di Praga (1992), in Portogallo e nei Paesi Bassi; a Stoccolma gestisce la vetreria Stockholm Heta Glas dal 1997.
Nel 2008 ha esordito in letteratura con Reglerna (Le regole), candidato al Premio August e vincitore del premio letterario per esordienti indetto dal quotidiano Borås Tidning.
Nel 2011 ha pubblicato il suo secondo romanzo, L'azione (Handlingen), fra i vincitori del Premio letterario dell'Unione Europea nel 2012; nello stesso anno ha collaborato con la coreografa  Birgitta Egerbladh alla realizzazione del progetto teatrale e di danza Come Rushing.
Nel 2016 Mannheimer ha pubblicato il suo terzo romanzo, Urskilja oss (Dividerci), che le ha valso una seconda candidatura al Premio August.

## Opere
- Reglerna (Le regole, 2008)
- L'azione, Safarà Editore, 2021 - ISBN 9788832107364 (Handlingen, 2011 - trad. Deborah Rabitti)
- Urskilja oss (Dividerci, 2016)